# She Wants You
She Wants You è un brano musicale scritto da Tim Lawson e Pam Sheyne e pubblicato originariamente nel 1996 dalla cantante slovacca Dara Rolins.
Il brano è stato reinterpretato e pubblicato nel 1998 dalla cantante britannica Billie come singolo discografico estratto dal suo primo album in studio Honey to the B.

## Tracce
- CD 1 (UK)

1. She Wants You (album version) – 3:38
2. It Takes Two – 3:50
3. Last Christmas – 4:59

- CD 2 (UK)

1. She Wants You (album version) – 3:38
2. She Wants You (Erick Morillo Double Platinum vocal mix) – 6:21
3. She Wants You (Cevin Fisher Instinctive club mix) – 8:29
4. She Wants You (interactive element) – 3:18